# 本·派普斯
本·派普斯（英語：Ben Pipes；1986年10月21日—）是一位英國排球運動員，出生在貝弗利。他代表英國國家男子排球隊參加了2012年倫敦奧運會的排球比賽。